# Fúlvio Aducci
Fúlvio Coriolano Aducci (Desterro, 8 de fevereiro de 1884 — Florianópolis, 8 de agosto de 1955) foi um advogado e político brasileiro.

## Biografia
Filho de Alexandre Magno Aducci e Hortênsia do Livramento, ele natural de São Francisco do Sul e ela de Desterro, neto paterno de Domingos Aducci e Zeferina Wanner, francisquenses, e materno de Joaquim Augusto do Livramento, presidente da província de Santa Catarina no império, e Dulce Pôncia Mariano de Albuquerque, filha de José Mariano de Albuquerque Cavalcanti e Cândida Rosa de Melo, pernambucanos.
Foi casado com Alaide Pereira Alvim Aducci, filha de Augusto Rangel Alvim e Elisa Alice Pereira Alvim. Era concunhado de Felipe Schmidt, casado com Luciana Pereira Alvim.

## Carreira
Formou-se em direito pela Faculdade de Direito da Universidade de São Paulo em 04 de dezembro de 1907.
Em 1911, foi nomeado promotor público de Palhoça.
Foi membro do Instituto Histórico e Geográfico de Santa Catarina, professor e Diretor da Faculdade de Direito de Santa Catarina e também presidente da OAB. Ocupou o cargo de diretor da CEF e do Instituto Politécnico de Florianópolis.
Foi fundador da cadeira número 20 da Academia Catarinense de Letras. 

## Vida política
Foi deputado à Assembleia Legislativa de Santa Catarina na 7ª legislatura (1910 — 1912), na 8ª legislatura (1913 — 1915), na 10ª legislatura (1919 — 1921), na 11ª legislatura (1922 — 1924), e na 12ª legislatura (1925 — 1927).
Foi deputado federal na 13ª legislatura (1927 — 1929) e na 14ª legislatura (1930 — 1932), dissolvida pela revolução de 1930.
Foi o último presidente do estado de Santa Catarina na República Velha, eleito para o período 1930 a 1934, presidindo o estado de 29 de setembro a 25 de outubro de 1930, deposto em outubro pela revolução de 1930.

## Representação na cultura
No bairro Estreito de Florianópolis, encontra-se a rua Doutor Fúlvio Aducci.
Patrimônio Arqueológico “Aldeia da Fúlvio Aducci”. Na mesma rua, no bairro Estreito (Florianópolis), está localizado um sambaqui o qual corre risco de ser destruído em decorrência da pressão imobiliária na região.